# Olga Carmona
Olga Carmona (født 12. juni 2000) er en kvindelig spansk fodboldspiller, der spiller midtbane/forsvar for Real Madrid i Primera División og Spaniens kvindefodboldlandshold. Hun har tidligere spillet for Sevilla FC.
Hun fik sin officielle debut på det spanske landshold i 13. april 2021. Efterfølgende blev hun for første gang udtaget til landstræner Jorge Vildas officielle trup mod EM i fodbold for kvinder 2022 i England.
Hun var med til at vinde U/19-EM i fodbold 2018 i Schweiz, med resten af det spanske U/19-landshold.